# Élections législatives danoises de 1964
Les élections législatives danoises de 1964 ont eu lieu le 22 septembre 1964.

## Contexte
À la suite des élections précédentes, le social-démocrate Viggo Kampmann est reconduit au poste de Premier ministre à la tête d'un gouvernement de coalition avec le Parti social-libéral danois. En 1962, le cabinet Jens Otto Krag I est formé, à la suite de la démission de Viggo Kampmann et de son remplacement par Jens Otto Krag, jusqu'alors ministre des Affaires étrangères. En 1963, le référendum sur la réforme foncière (en), mène au rejet du projet de loi soutenu par le gouvernement par près de 62 % des suffrages exprimés, ce qui entache les relations entre les deux partis de la coalition gouvernementale.

## Système électoral
Les 179 députés du Folketing sont élus au suffrage universel direct pour un mandat de quatre ans via un système électoral mixte associant un scrutin proportionnel plurinominal dans le cadre de circonscriptions associé à une répartition par compensation.
Les 179 députés sont répartis comme suit, :
- 175 pour le Danemark propre ;
- 2 pour les Îles Féroé ;
- 2 pour le Groenland.

## Résultats

### Danemark métropolitain
| Inscrits                                   | Inscrits                 | Inscrits                 | 3 088 720 |             |                       |                       |
| Abstentions                                | Abstentions              | Abstentions              | 447 864   | 14,5 %      |                       |                       |
| Votants                                    | Votants                  | Votants                  | 2 640 856 | 85,5 %      |                       |                       |
|                                            |                          |                          |           |             |                       |                       |
| Bulletins enregistrés                      | Bulletins enregistrés    | Bulletins enregistrés    | 2 640 856 |             |                       |                       |
| Bulletins blancs ou nuls                   | Bulletins blancs ou nuls | Bulletins blancs ou nuls | 9 472     | 0,36 %      |                       |                       |
| Suffrages exprimés                         | Suffrages exprimés       | Suffrages exprimés       | 2 631 384 | 99,64 %     | 175 sièges à pourvoir | 175 sièges à pourvoir |
|                                            |                          |                          |           |             |                       |                       |
| Liste                                      | Tête de liste            |                          | Suffrages | Pourcentage | Sièges acquis         | Var.                  |
| Social-démocratie                          | Jens Otto Krag           |                          | 1 103 667 | 41,94 %     | 76 / 175              | en stagnation         |
| Venstre                                    | Erik Eriksen             |                          | 547 770   | 20,82 %     | 38 / 175              | en stagnation         |
| Parti populaire conservateur               | Poul Sørensen            |                          | 527 798   | 20,06 %     | 36 / 175              | 4                     |
| Parti populaire socialiste                 | Aksel Larsen             |                          | 151 697   | 5,76 %      | 10 / 175              | 1                     |
| Parti social-libéral danois                | Karl Skytte              |                          | 139 702   | 5,31 %      | 10 / 175              | 1                     |
| Parti indépendant                          | Iver Poulsen             |                          | 65 756    | 2,5 %       | 5 / 175               | 1                     |
| Parti de la justice                        | Direction collégiale     |                          | 34 258    | 1,3 %       | 0 / 175               | en stagnation         |
| Parti communiste du Danemark               | Knud Jespersen           |                          | 32 390    | 1,23 %      | 0 / 175               | en stagnation         |
| Unité danoise                              | Néant                    |                          | 9 747     | 0,37 %      | 0 / 175               | n/a                   |
| Parti du Schleswig                         | Néant                    |                          | 9 274     | 0,35 %      | 0 / 175               | 1                     |
| Parti populaire de la politique de la paix | Aage Bertelsen           |                          | 9 070     | 0,34 %      | 0 / 175               | n/a                   |
| Indépendants                               | Néant                    |                          | 255       | 0,01 %      | 0 / 175               | en stagnation         |

### Féroé
| Inscrits                 | Inscrits                 | Inscrits                 | 19 087    |             |                     |                     |
| Abstentions              | Abstentions              | Abstentions              | 8 188     | 42,9 %      |                     |                     |
| Votants                  | Votants                  | Votants                  | 10 899    | 57,1 %      |                     |                     |
|                          |                          |                          |           |             |                     |                     |
| Bulletins enregistrés    | Bulletins enregistrés    | Bulletins enregistrés    | 10 899    |             |                     |                     |
| Bulletins blancs ou nuls | Bulletins blancs ou nuls | Bulletins blancs ou nuls | 53        | 0,49 %      |                     |                     |
| Suffrages exprimés       | Suffrages exprimés       | Suffrages exprimés       | 10 846    | 99,51 %     | 2 sièges à pourvoir | 2 sièges à pourvoir |
|                          |                          |                          |           |             |                     |                     |
| Liste                    | Tête de liste            |                          | Suffrages | Pourcentage | Sièges acquis       | Var.                |
| Parti social-démocrate   | Peter Mohr Dam           |                          | 3 712     | 34,22 %     | 1 / 2               | 1                   |
| Indépendants             | Néant                    |                          | 2 585     | 23,83 %     | 0 / 2               | en stagnation       |
| Parti de l'union         | Poul Andreasen           |                          | 2 391     | 22,04 %     | 1 / 2               | en stagnation       |
| Parti du peuple          | Néant                    |                          | 2 158     | 19,9 %      | 0 / 2               | 1                   |